# Phyllachora copeyensis
Phyllachora copeyensis är en svampart som beskrevs av Henn. 1902. Phyllachora copeyensis ingår i släktet Phyllachora och familjen Phyllachoraceae.   Inga underarter finns listade i Catalogue of Life.